# 28953 Hollyerickson
28953 Hollyerickson este un asteroid din centura principală de asteroizi.

## Descriere
28953 Hollyerickson este un asteroid din centura principală de asteroizi. A fost descoperit pe 30 decembrie 2000 la Socorro, New Mexico, în cadrul proiectului LINEAR. Asteroidul prezintă o orbită caracterizată de o semiaxă mare de 2,63 ua, o excentricitate de 0,13 și o înclinație de 2,4° în raport cu ecliptica.